# BBC One
Ne doit pas être confondu avec BBC Radio 1.
BBC One est une chaîne de télévision publique britannique appartenant à la British Broadcasting Corporation (BBC). Lancée le 2 novembre 1936 sous le nom de BBC Television Service, elle est la doyenne des chaînes de télévision au Royaume-Uni. Rebaptisée BBC 1 au moment du lancement de la seconde chaîne, BBC 2, en 1964, elle devient « BBC One » en 1997.
La chaîne dispose d'un budget annuel de 1 200 millions de livres sterling. À l'instar des autres stations de télévision nationales de la BBC, elle est entièrement financée par la redevance, et ne diffuse donc pas de pages de publicité. Elle est actuellement la chaîne de télévision la plus regardée du Royaume-Uni, devant sa rivale, la chaîne privée ITV1. Chaîne de format généraliste, elle mêle informations, dessins animés, séries, magazines, variétés et films.

## Histoire de la chaîne

### Les premières années

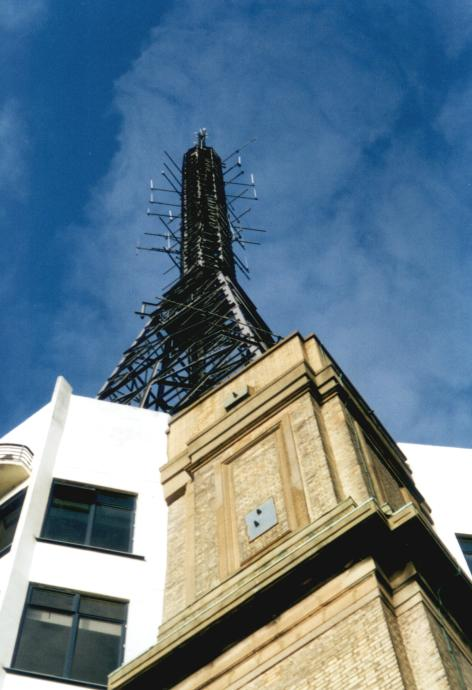
La diffusion débuta à l'Alexandra Palace, siège du BBC Television Service de 1936 jusqu'au début des années 1950, photographié ici en 2001.

Baird Television diffuse le 30 septembre 1929 la première chaîne de télévision du Royaume-Uni à partir de son studio de Long Acre, à Londres via la BBC de Londres émetteur, en utilisant la télévision mécanique électromécanique système mis au point par John Logie Baird. Ce système utilisait une image verticalement scannée de 30 lignes — la résolution juste assez pour un gros plan d'une seule personne, et avec une bande passante assez basse pour utiliser les émetteurs de radio existants.
La transmission simultanée du son et de l'image a été réalisée le 30 mars 1930, à l'aide de l'émetteur de la BBC à Brookmans Park. À la fin des années 1930, 30 minutes de programmes étaient diffusées le matin du lundi au vendredi, et 30 minutes à minuit les mardis et vendredis, puis la BBC cessa d'émettre. Baird télévision émit via la BBC jusqu'en juin 1932.
La BBC a commencé sa propre programmation régulière du sous-sol de la Broadcasting House, à Londres le 22 août 1932. Le studio a déménagé dans des locaux élargi au 16 Portland Place, toujours à Londres, en février 1934, et continuait d'émettre les images de 30 lignes, porté par lignes téléphoniques aux ondes moyennes émetteur à Brookmans Park, jusqu'au 11 septembre 1935. Étant donné que le temps passe, les systèmes de télévisions entièrement électroniques rendirent les émissions électromécaniques obsolètes.
Après une série de transmissions d'essai et d'émissions spéciales qui ont commencé en août, la transmission régulière de la BBC a officiellement repris le 1er octobre 1936, d'une aile convertie d'Alexandra Palace à Londres, comprenant deux studios, des décors différents, de nouveaux locaux de diffusion, vestiaires, bureaux, et même le transmetteur, diffuse désormais en bande VHF. La télévision de la BBC utilisait deux systèmes, toutes les deux semaines : le 240-lignes de Baird et le 405-lignes de EMI-Marconi, faisant de la BBC le premier service de diffusion en haute définition du monde, diffusant du lundi au samedi de 15 h à 16 h et de 21 h à 22 h. Le 405 lignes fut définitivement retenu en février 1937. Il sera utilisé jusqu'en 1985, soit 16 ans après les débuts de sa duplication par le nouveau réseau 625 lignes UHF (couleur PAL), en novembre 1969.

### Pendant la Seconde Guerre mondiale
Le 1er septembre 1939, deux jours avant que la Grande-Bretagne ne déclare la guerre à l'Allemagne, la station arrêta sans ménagement la transmission. Il était à craindre que les transmissions VHF agiraient comme un phare aux aéronefs allemands se focalisant sur Londres. En outre, beaucoup du personnel technique du service de télévision et des ingénieurs étaient nécessaires pour l'effort de guerre, en particulier sur le radar. Le dernier programme diffusé est une Mickey Mouse Caricature, Mickey's Gala Premiere, qui a été suivie par les transmissions d'essai et une annonce du calendrier de l'après-midi, qui n'eut pas lieu.

### De l'après-guerre à aujourd'hui
La transmission reprit le 7 juin 1946 à 15 h. Jasmine Bligh, une des présentatrices d'avant guerre, dit tout d'abord : « Good afternoon everybody. How are you ? Do you remember me, Jasmine Bligh ? » (Bonne après-midi tout le monde. Comment allez-vous ? Vous souvenez-vous de moi, Jasmine Bligh ?).
Dans les années 1950, le siège de la BBC déménage à White City, où elle se trouve encore aujourd'hui.
La chaîne est rebaptisée BBC1 quand BBC2 est lancée en avril 1964.
En 1955, l'arrivée d'ITV stoppe le monopole de la BBC sur le marché audiovisuel anglais.
La période la plus fructueuse pour BBC1 en termes de part d'audience fut celle sous Bryan Cowgill entre 1974 et 1977, lorsque le canal atteint une part d'audience moyenne de 45 %. Cette période est encore considérée par beaucoup comme un âge d'or de la production de la BBC, avec un très haut niveau atteint à travers la gamme complète des séries, des feuilletons, des jeux, des divertissements et des documentaires de la BBC.
En 2003 fut lancée BBC Three.

### Identité visuelle (logo)
Dans les années 1950 les services de la BBC Television avaient un logo surnommé « the Bat » (la chauve-souris) un visuel reposant sur des cercles superposés et des lignes donnant un effet d'ailes de chauve-souris. À partir de 1963, le globe terrestre est devenu l'emblème de la chaîne. Le globe a évolué à maintes reprises puis en 1997, il devient une montgolfière, surnommée le « BBC One Balloon ». BBC One s'est ainsi lancée dans les prises de vue réelles pour ses idents (jingles de transition). La musique est elle aussi restée dans les mémoires.
Le 29 mars 2002, après 39 ans de globe, BBC One abandonne complètement son emblème au profit de danseurs. Mais ces nouveaux idents ont été mal vus par les nombreux adeptes du globe (et notamment du « balloon »).
BBC One est représentée par un cercle à partir du 7 octobre 2006.

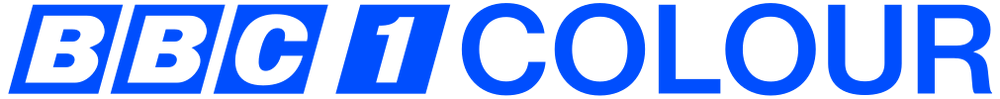
Logo de BBC du 1969 à 1972
Logo de BBC 1 du 18 février 1985 au 15 février 1991
Logo de BBC 1 du 16 février 1991 au 3 octobre 1997
Logo de BBC One du 4 octobre 1997 au 28 mars 2002
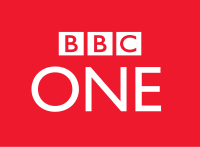
Logo de BBC One du 29 mars 2002 au 7 octobre 2006
Logo de BBC One du 7 octobre 2006 au 19 octobre 2021
Logo de BBC One depuis le 20 octobre 2021

## Programmation
BBC One a une programmation plus « grand public » que la station BBC Two et obtient généralement des audiences plus élevées, concurrençant directement ITV1 pour la chaîne la plus regardée au Royaume-Uni. La chaîne diffuse des programmes et émission de sport, d'actualité, programmes pour enfants, séries télévisées, films et documentaires. Les actualités régionales suivent les informations nationales, en particulier les Six O'Clock News sont suivies à 18 h 30 par les actualités régionales d'une demi-heure. Les programmes qui rencontrent un gros succès sur BBC Two, comme les émissions Match of the Day ou encore Have I Got News For You, sont transférés sur BBC One. À l'inverse, les programmes dont l'audience ou la popularité décline, peuvent être transférés sur BBC Two. Par exemple, Top of the Pops, émission musicale historique, a changé de chaîne après avoir été diffusée pendant quarante et un ans sur BBC One.
Programmes les plus regardés :
- Picture Page (1936–39 ; 1946–52) - Magazine
- Come Dancing (1949–95) -
- Panorama (1953–) - Actualité
- Quatermass (1953-1979; 2005) - Science-fiction
- The Grove Family (1954–57) - Soap opera
- Dixon of Dock Green (1955–76) - Série policière
- The Sky at Night (1957–) - Émission d'astronomie
- Grandstand (1958–2007) - Magazine de sports
- Blue Peter (1958–) - Magazine pour enfant
- Steptoe and Son (1962–74) - Comédie
- Z-Cars (1962–78) - série policière
- Doctor Who (1963-1989; 1996; 2005-2022; 2023-) - Série télévisée de science-fiction
- Top of the Pops (1964–2005) - Émission musicale
- Match of the Day (1966–) - Émission de football
- The Morecambe and Wise Show (1968–78)
- Monty Python's Flying Circus (1969–74) - Sketch
- Play for Today (1970–84) -
- Grange Hill (1978–2008) -
- Question Time (1979–) - Débat politique
- Only Fools and Horses (1981–2003) - Comédie
- EastEnders (1985–) - Soap opera
- Casualty (1986–) -
- One Foot in the Grave (1990–2000) - Comédie
- Jonathan Creek (1997–) -
- Spooks (2002–2011) - Série d'espionnage
- Life on Mars (2006-2007) - Série policière
- Robin des Bois (2006-2009) - Série d'aventures
- Jekyll (2007) -
- Merlin (série télévisée) (2008–2012) - Série fantastique
- Tess of the D'Urbervilles (2008-) - Adaptation du roman de Thomas Hardy
- Torchwood (2009–) - Série de science-fiction

Autres programmes produits par la chaîne :
- Main basse sur Pepys Road (2015) - Mini-série sociale

### Nouvelles et actualité
((Nouvelles principales BBC))
2 508 heures annuelles de nouvelles et de météo (293 en période de pointe, 1.049 de BBC News sont fournies par les programmes des actualités régulières BBC Breakfast, la BBC News at One, BBC News at Six et BBC News at Ten (les actualités les plus regardées au Royaume-Uni), comprenant chacun des émissions et des actualités régionales.[Quoi ?] Tous les trois principaux bulletins d'actualités, en avance sur leurs rivaux des programmes sur la chaîne ITV et d'autres chaînes hertziennes ou par câble. BBC One a également pris la diffusion simultanée au jour le jour des actualités avec BBC News depuis 1997, cette dernière diffuse à son tour en simultanée la quasi-totalité des bulletins réguliers BBC One.

## Audiences
BBC One est la première chaîne en matière d'audiences
BBC One
|      | Janvier | Février | Mars   | Avril   | Mai     | Juin    | Juillet | Août    | Septembre | Octobre | Novembre | Décembre | Moyenne annuelle |
| ---- | ------- | ------- | ------ | ------- | ------- | ------- | ------- | ------- | --------- | ------- | -------- | -------- | ---------------- |
| 2011 | 20,7 %  | 20,5 %  | 21,0 % | 21,0 %  | 21,3 %  | 21,0 %  | 21,1 %  | 20,2 %  | 19,6 %    | 20,1 %  | 21,0 %   | 20,8 %   | 20,6 %           |
| 2012 | 20,1 %  | 21,0 %  | 20,3 % | 20,5 %  | 20,6 %  | 23,1 %  | 23,0 %  | 26,0 %  | 19,3 %    | 20,5 %  | 20,2 %   | 21,1 %   | 21,3 %           |
| 2013 | 21,6 %  | 21,5 %  | 21,6 % | 20,7 %  | 20,3 %  | 20,4 %  | 21,7 %  | 19,8 %  | 20,5 %    | 20,7 %  | 21,5 %   | 21,5 %   | 21,0 %           |
| 2014 | 22,2 %  | 22,2 %  | 22,6 % | 20,5 %  | 21,0 %  | 22,6 %  | 21,9 %  | 20,3 %  | 21,4 %    | 22,2 %  | 21,6 %   | 21,3 %   | 21,6 %           |
| 2015 | 22,9 %  | 23,7 %  | 23,2 % | 21,07 % | 21,36 % | 20,28 % | 21,62 % | 21,26 % | 21,46 %   | 22,17 % | 21,98 %  | 21,53 %  | 21,8 %           |

Source : BARB
Légende :
Fond vert : meilleur score mensuel de l'année.
Fond rouge : moins bon score mensuel de l'année.

## Diffusion à l'étranger
BBC One et BBC Two sont disponibles sur les réseaux câblés suisses, belges et néerlandais. Elles ne sont pas diffusées en France, mais la réception de ces deux chaînes et de leurs principales stations régionales, ainsi que de BBC HD, BBC Three, BBC Four, BBC News, CBBC et CBeebies, est possible en clair dans le cadre du bouquet Freesat (variante satellite du bouquet numérique terrestre Freeview) sur le satellite Astra 1N (28° 2 est), qui diffuse également les diverses chaînes et stations régionales ITV.